# Comuna Baška, Primorje-Gorski kotar
Baška este o comună în cantonul Primorje-Gorski kotar, Croația, având o populație de 1.674 de locuitori (2011).

## Demografie
Componența etnică a comunei Baška
     Croați (92,47%)
     Albanezi (2,27%)
     Sârbi (1,14%)
     Necunoscut (0,48%)
     Neclasificat (2,33%)
Componența confesională a comunei Baška
     Catolici (88,83%)
     Fără religie și atei (3,29%)
     Musulmani (2,33%)
     Ortodocși (1,55%)
     Necunoscută (2,33%)
     Alte religii (1,67%)
Conform recensământului din 2011, comuna Baška avea 1.674 de locuitori. Din punct de vedere etnic, majoritatea locuitorilor (92,47%) erau croați, existând și minorități de albanezi (2,27%), sârbi (1,14%) și afiliați regional (1,02%). Apartenența etnică nu este cunoscută în cazul a 0,48% din locuitori. Din punct de vedere confesional, majoritatea locuitorilor (88,83%) erau catolici, existând și minorități de persoane fără religie și atei (3,29%), musulmani (2,33%) și ortodocși (1,55%). Pentru 2,33% din locuitori nu este cunoscută apartenența confesională.